# Флорида (святая)
Флорида — святая из Африки. Дни памяти — 14 января, 19 января (в некоторых епархиях).
Святая Флорида пострадала в Африке вместе с Павлом, Суксессом (Successus), Викторином (Victorinus), Сатуром (Saturus), или Сатурнином (Saturninus), Миссором (Missor), Герунтием (Geruntius), Лукентием (Lucentius), Ианнуарием (Januarius), Феокосией (Theocosia) и ещё восемью товарищами.